# 龍策瓦河
52°19′51.07″N 8°37′10.30″E / 52.3308528°N 8.6195278°E

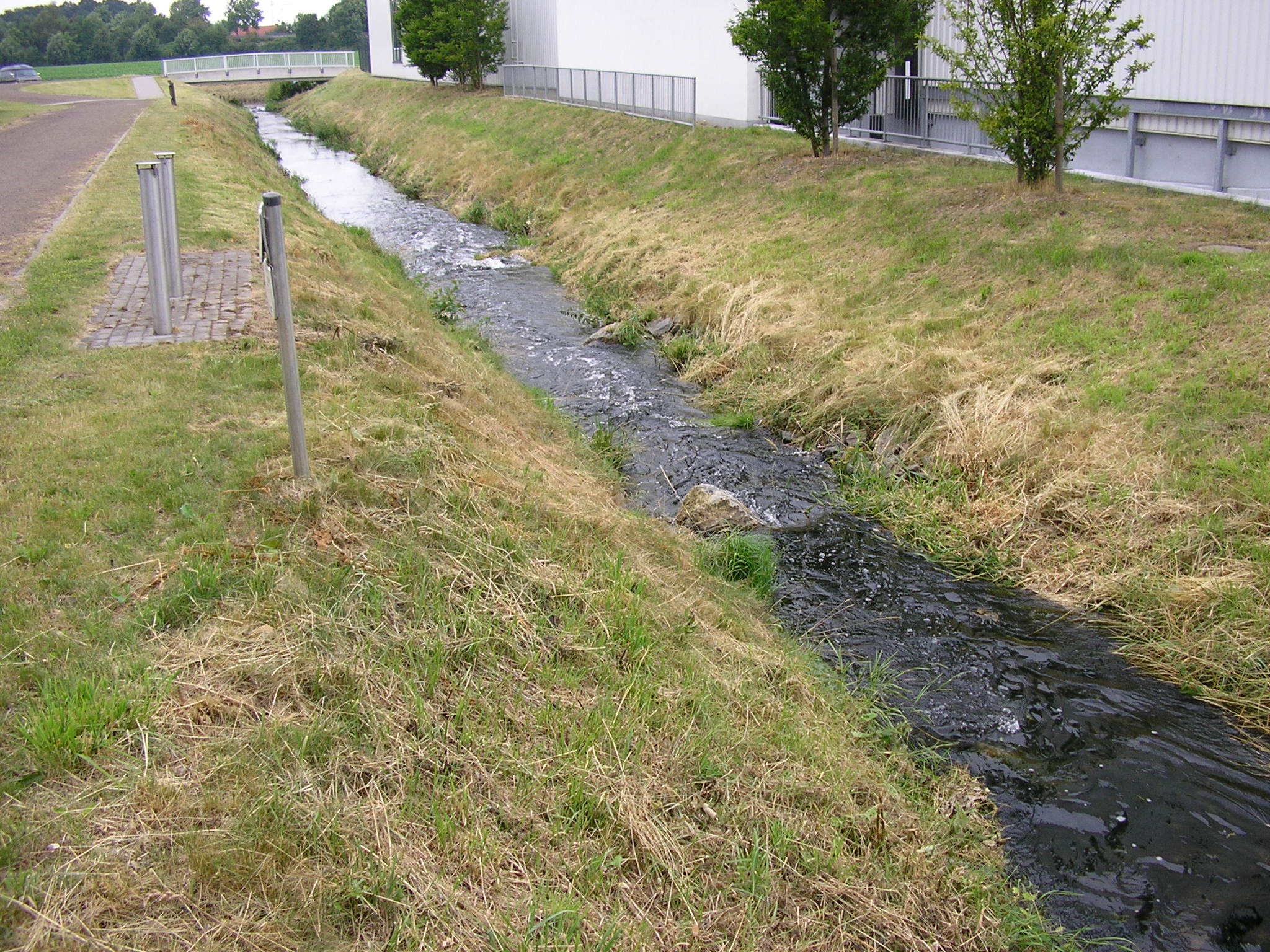

龍策瓦河（德語：Ronceva），是德國的河流，位於該國西部，處於北萊茵-威斯特法倫州，該河流屬於弗勒特河的支流，河道全長5.1公里，發源自維恩山。